# UST
UST (tidligere UST Global) er en amerikansk it-virksomhed, der er baseret i Aliso Viejo, Californien. Stephen Ross etablerede UST i 1998 i Laguna Hills, Californien. De har 30.000 ansatte og tilstedeværelse i 40 lande.